# 牧野誠成
牧野 誠成（まきの たかしげ）は、丹後国田辺藩の第9代藩主。丹後田辺藩牧野家10代。

## 生涯
天保3年（1832年）5月19日、第8代藩主・牧野節成の長男として生まれる。嘉永5年（1852年）6月5日、父が病気で隠居したため家督を継いで9代藩主となった。安政2年（1855年）2月に大坂加番に任じられる。元治元年（1864年）3月に二条城警備、7月の禁門の変では幕府方として参加して御所の警備を務めた。8月の第一次長州征討では14代将軍・徳川家茂の警護を務めている。これらの功績から、9月10日には奏者番に任じられた。
慶応2年（1866年）の第二次長州征討では、丹後近海の海防などを理由に本国待機を許されている。この頃から誠成は病に倒れるようになり、慶応4年（1868年）の戊辰戦争では新政府に属している。明治2年（1869年）3月5日に田辺で死去した。享年38。跡を長男の弼成が継いだ。
誠成自身は開国論者であり、開明的な藩主といわれている。藩政では砲台の建設、藩校の増改築に努めて学問を奨励した。また、能書家であったともいわれる。

## 系譜
- 父：牧野節成（1810年 - 1861年）
- 母：サダ（貞、観光院） - 青山忠裕養女、青山幸孝の娘
- 正室：シゲ（桂芳院） - 九鬼隆徳の娘
  - 長男：牧野弼成（1854年 - 1924年）
- 生母不明の子女
  - 女子：波子 - 松平宗武正室
  - 女子：美能子 - 松平信好正室